# El Soler (Calonge de Segarra)
El Soler és una caseria i entitat de població Calonge de Segarra, situat al sud-oest del terme.